# Ptecticus maculatus
Ptecticus maculatus är en tvåvingeart som beskrevs av Samuel Wendell Williston  1900. Ptecticus maculatus ingår i släktet Ptecticus och familjen vapenflugor. Inga underarter finns listade i Catalogue of Life.